# Corticaria obsoleta
Corticaria obsoleta là một loài bọ cánh cứng trong họ Latridiidae. Loài này được Strand miêu tả khoa học năm 1940.